# シェフィカ・ガスピラリ
シェフィカ・ガスピラリ（Şefika Gaspıralı、Шефика Исмаиловна Гаспринская、1886年10月14日 - 1975年8月31日）は、クリミア・タタール人のフェミニスト指導者、ジャーナリスト、教育者、政治家、女性の権利活動家。初の女性向け雑誌の編集長兼発行者、クリミア人民共和国の議会で2期にわたり議員を務め、クルルタイの大統領評議会メンバーでもあった。また、幼稚園教師としても活動した。

## 生涯

### 幼少期と教育
シェフィカ・ガスピラリは、クリミア・タタール人の思想家で改革者であるイスマイル・ガスピラリ（ロシア語表記：イスマイル・ガスプリンスキー、1851年–1914年）と、アクチョラ王朝出身の母ズフレ・ガスピラリの子として、ロシア帝国タウリダ県バフチサライ（現：クリミア）で生まれた。7人の兄弟姉妹がおり、父から読み書きを学んだ後、父が設立した「ウスール・ジェディット」（新方式）学校で教育を受けた。17歳で母が死去し、家の責任を担った。

### ジャーナリストとしてのキャリア
家事の傍ら、父の新聞「テルジマン」（「翻訳者」）の出版管理、翻訳、郵送、配布を支援。1903年に同紙で初の記事を執筆した。1906年、父が女性の社会的Motivations for becoming a journalist were shaped by her father’s encouragement. In 1906, she became the editor-in-chief of the first women’s magazine, Alem-i Nisvan (“Women’s World”), which aimed to improve the social status, education, and employment opportunities for Turkic women in Russia. Published articles informed, directed, encouraged, and organized Turkic women, providing detailed information on women’s issues and movements in the Turkish and Islamic world。
同年、アゼルバイジャンギャンジャ出身のナシブ・ベイ・ユシフベイリと結婚。1908年と1909年に娘ゾフレと息子ニヤジをもうけた。1912年、夫と共にギャンジャに移住したが、「テルジマン」の運営のためクリミアに戻り、1914年の父の死後も活動を続けた。

### 女性の権利活動と政治
ロシア帝国下のトルコ系女性は社会・政治・経済・文化から疎外されていたが、シェフィカは女性の覚醒を目指し運動を展開。1917年、クリミア人民共和国の初代議会で女性として初めて議員に選出され、ロシアのムスリム連合のクリミア代表団としてモスクワの会議に参加した。クリミアでは、父の改革運動と一夫多妻制やベールの影響が少ない環境を背景に、女性の法的・社会的平等を追求した。
バフチサライやシンフェロポリの女性委員会を主導し、バフチサライ市議会議員にも選出。市長候補に挙がったが、多忙を理由に辞退した。

### クリミア脱出とアゼルバイジャン
1919年、クリミアでの死の脅迫を受け、2人の子を連れてアゼルバイジャンに逃亡。しかし、1920年にアゼルバイジャン民主共和国が赤軍に占領され、夫ナシブ（1919年–1920年在任のアゼルバイジャン首相）が処刑された。シェフィカは再び命の危険に晒され、トルコ大国民議会のバクー代表メムドゥフ・シェヴケトの支援でトルコへ脱出した。

### トルコへの移住
偽造のオスマン帝国身分証明書とパスポートを使い、捕虜のトルコ兵や援助物資を運ぶ列車でトルコに到着。ロシアで発行された新聞・雑誌、書簡、政治文書、写真、議会資料など膨大なアーカイブを持ち込んだ。
トルコでは貧困に苦しみ、母の宝飾品を売ったり、病院や孤児院（ダルル・エイタム）で働いた。一時失業し、腕時計を売るほどの困窮も経験。1930年、「クリミア・タタール女性連合」を設立し議長を務め、トルコ赤新月社（キジライ）でも長年活動。「クリミア・マガジン」や「エメル」誌に記事を寄稿し、ロシアのトルコ女性運動の歴史を本として出版する計画も立てた。

### 晩年と死
シェフィカは1975年8月31日、イスタンブールで死去。シシュリ・モスクでの宗教儀式後、ジンジルリクユ墓地に埋葬された。